# Гавайская кухня (современная)

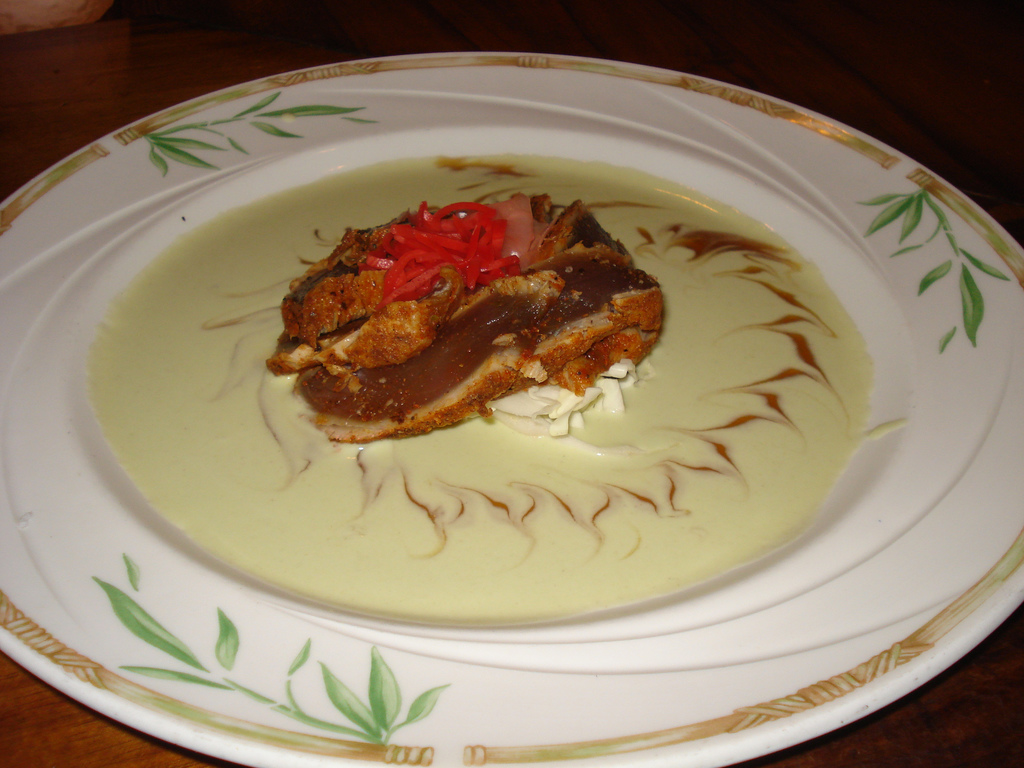
Обжаренный желтопёрый тунец в соусе бёр-блан, приправленный васаби — блюдо современной гавайской кухни

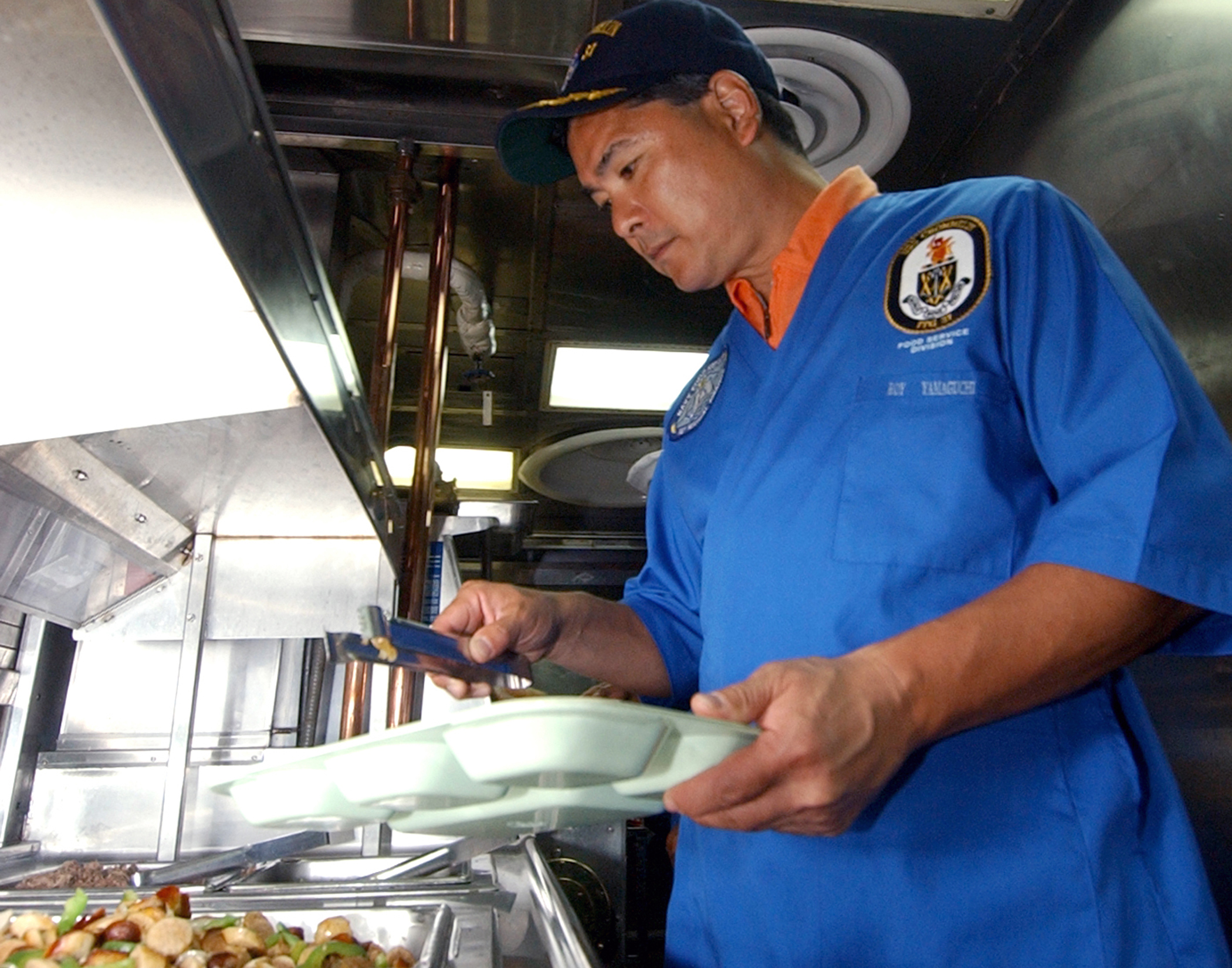
Рой Ямагути готовит ланч на фрегате USS Crommelin (FFG-37), находящемся в гавани Перл-Харбор, 2004 год

Современная гавайская кухня (англ. Hawaii regional cuisine) — стиль приготовления пищи, созданный на основе традиционной гавайской кухни. В его основе лежат местные гавайские ингредиенты (морепродукты, говядина, тропические фрукты и так далее). Представляет собой пример фьюжн-кухни.

## Происхождение
Гавайская ресторанная индустрия долгое время испытывала проблемы, связанные с необходимостью транспортировки импортируемых продуктов. В конце 1980-х годах 12 местных шеф-поваров решили создать гавайскую фьюжн-кухню и совместными усилиями выработали ряд рекомендаций. Среди создателей данного кулинарного стиля — Сэм Чой, Филипп Падовани, Роджер Дикон, Гэри Штрель, Рой Ямагути, Эми Фергюсон-Oта, Жан-Мари Жослен, Джордж Мавроталасситис, Беверли Гэннон, Питер Мерриман, Марк Эллман и Алан Вонг. Они основали некоммерческую организацию и зарегистрировали торговую марку «Hawaiian regional cuisine» (с англ. — «региональная гавайская кухня»). Рой Ямагути способствовал её популяризации на международном уровне.
В 1994 году группа работала над публикацией кулинарной книги Дженис Вальд Хендерсон «The New Cuisine of Hawaii», а также спонсировала её продажу, вырученные средства от которой пошли на благотворительность.
Философия современной гавайской кухни заключается в отказе от импортируемых ингредиентов и использования континентальных рецептов.